# Maurice Raynaud
Auguste Gabriel Maurice Raynaud (Parigi, 5 luglio 1834 – Parigi, 29 giugno 1881) è stato un medico francese.

## Biografia
Raynaud nacque a Parigi il 5 luglio 1834 
Studiò all'Università di Parigi, grazie al patrocinio di suo zio, l'igienista Ange-Gabriel-Maxime Vernois.  Medico all'Hôpital Lariboisière, da lui prende il nome la patologia denominata fenomeno di Raynaud.
Morì a soli 46 anni per un disturbo cardiaco.